# Rogatka Bródnowska
Rogatka Bródnowska – rogatka (pawilon rogatkowy) znajdujący się przy ul. 11 listopada 68, róg ul. Szwedzkiej, przy wiadukcie z linią kolejowa nr 9, w dzielnicy Praga-Północ w Warszawie. Podczas II wojny światowej siedziba radzieckiego Wojskowego Trybunału Wojennego i radzieckiej prokuratury.

## Opis
Budynek powstał według projektu Wiktora Junoszy-Piotrowskiego.
Budynek pełnił funkcję rogatki przy drodze prowadzącej na Bródno, a zarazem wartowni kontrolującej pobliski trakt kolejowy. Podczas okupacji niemieckiej podczas I wojny światowej, Niemcy zorganizowali w nim mieszkania a na posesji działał miejski skład kamienia brukowego na potrzeby dynamicznie rozwijającej się wówczas dzielnicy. 
Pod koniec II wojny światowej, po zajęciu prawobrzeżnej Warszawy w 1944 roku przez Armię Czerwoną, NKWD zorganizowała w budynku Wojskowy Trybunał Wojenny. Rezydowała tu również sowiecka prokuratura działająca w trybie doraźnym. Położona obok, przy ulicy 11 listopada 66 kamienica, pełniła rolę obiektu śledczego, w którym funkcjonariusze NKWD lub Smiersza prowadzili przesłuchania. Skazanych przed egzekucjami przetrzymywano w piwnicach budynku przy ul. Strzeleckiej 8. Rozstrzeliwanych zaś grzebano u podnóża pobliskiego nasypu kolejowego.
W 2010 roku budynek został wpisany do rejestru zabytków.
Dom jest niezamieszkany, podobnie jak związana z jego historią sąsiednia kamienica nr 66. Materialnym upamiętnieniem zbrodniczej działalności Sowietów w tym miejscu jest odsłonięta w 2013 roku tablica pamiątkowa, znajdująca się pomiędzy oknami na fasadzie z głównym wejściem. Rogatka stała się stałym punktem podczas społecznych obchodów Dnia Żołnierzy Wyklętych – 1 marca.